# Piazza Palazzo
Piazza Palazzo è la piazza principale del quartiere Castello a Cagliari. La piazza deve il suo prestigio alla rilevanza storica e artistica degli edifici che vi si affacciano. Si raggiunge da nord tramite la via Martini, da ovest tramite la via Canelles (che costeggia la piazza) e da sud tramite la via Duomo e la via Fossario.

La piazza si presenta pressappoco con pianta a rettangolo allungato, disposta davanti alla lunga facciata settecentesca del palazzo Reale, cui seguono il più semplice prospetto del palazzo Arcivescovile e la facciata della Cattedrale, con la torre duecentesca. 

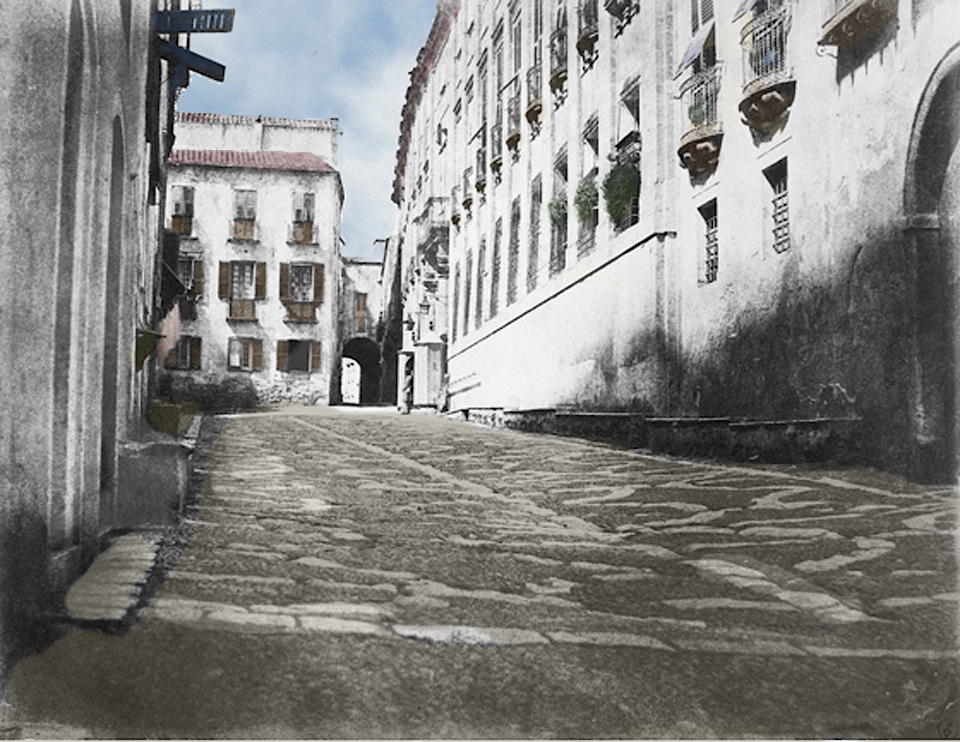
L'area davanti al palazzo Reale (a destra) nel 1854: sulla sinistra si intravede il palazzo dei marchesi di Sedilo, demolito nel 1912, mentre in fondo si nota l'edificio distrutto nel 1943 e il portico, non più esistente, che collegava l'attuale via Martini alla piazza

Il lato sud è chiuso dall'ex Palazzo di Città, municipio di Cagliari fino al 1906, mentre a nord la piazza è delimitata da un'area, frutto della distruzione di alcuni palazzi durante i bombardamenti del 1943, ancora in attesa di un'adeguata sistemazione. Il lato ovest è chiuso da un terrazzamento, che prospetta sulla sottostante via Canelles, collegata alla piazza da due scalinate e da una stradina.
Di fronte al duomo la serie di palazzi della via Canelles si interrompe per lasciare spazio alla vista della sottostante piazzetta Carlo Alberto, collegata alla via Canelles, e quindi alla piazza Palazzo, tramite alcune rampe di scale.
Piazza Palazzo raggiunse l'attuale ampiezza solo dopo la demolizione di alcuni edifici. Nel 1912 venne demolito il palazzo dei marchesi di Sedilo, successivamente dell'Intendenza di Finanza, che sorgeva proprio di fronte al palazzo Reale, rendendo piuttosto angusto lo spazio davanti ad esso. Le distruzioni conseguenti i bombardamenti della seconda guerra mondiale portarono a ulteriori demolizioni che determinarono l'attuale ampiezza dell'area.